# Stuart Hall
Stuart Hall (Kingston, 3 de febrero de 1932 - Londres, 10 de febrero de 2014) fue un teórico cultural y sociólogo jamaiquino, afincado en Inglaterra desde 1951 hasta su muerte. Junto a Raymond Williams, Richard Hoggart y Lawrence Grossberg es uno de los principales referentes de los Estudios culturales. Hoggart fundó en 1964 el Centre for Contemporary Cultural Studies en la Universidad de Birmingham e invitó a Hall a integrar el equipo de investigación. Hall presidió el centro entre 1968 y 1979. Más tarde fue profesor de la Universidad Abierta del Reino Unido, finalizando sus estudios en 1997 y conservando el título de Profesor Emérito.
De tendencia marxista, sus principales referentes son el propio Marx, el italiano Antonio Gramsci y Raymond Williams. Sus estudios giran en torno al concepto gramsciano de hegemonía y su relación con los medios de comunicación y la cultura popular.

## Modelo de codificación/decodificación
Este modelo propuesto por Hall y contenido en su libro Stuart Hall: Critical dialogues in cultural studies (2001, Routledge) presupone la polisemia de los mensajes construidos por los medios de comunicación o, en otras palabras, asume que hay distintas maneras de codificar los mensajes y por tanto de decodificarlos, ofreciendo una variedad de significados a estos y no uno solo. Por lo tanto, los productos mediáticos son concebidos por Hall como un área de lucha cultural donde se enfrentan los creadores de los mensajes y los receptores.
Las diferentes lecturas o significados que las audiencias otorgan a los mensajes pueden ser de tres tipos, yendo desde una lectura dominante a una oposicional, tal y como lo muestra el investigador en su texto de 1993 The television discourse - encoding and decoding (en Gray, A. & McGuian, J. Studing culture. An introductory reader, pág. 28-35):
- Lectura preferente - el receptor acepta la ideología contenida en el mensaje construido por el emisor.
- Lectura negociada - el receptor encuentra algunos valores o significados del mensaje adecuados pero les agrega los propios; la audiencia "filtra" o decodifica el mensaje como le conviene. Este es el tipo de lectura más común, según considera Hall.
- Lectura oposicional - el receptor es consciente del significado dominante del mensaje y lo rechaza; la audiencia está, en otras palabras, en total desacuerdo con lo planteado por el emisor.